# Theory of a Deadman
Theory of a Deadman ist eine kanadische Rockband aus Vancouver, die im Jahr 2002 gegründet wurde. Ihren Plattenvertrag unterschrieben sie bei 604 Records, einem im Jahre 2002 von Chad Kroeger, dem Sänger von Nickelback, gegründeten Musiklabel.

## Geschichte
Theory of a Deadman veröffentlichten ihr gleichnamiges Debütalbum, am 17. September 2002. Die beiden Singleauskopplungen Nothing Could Come Between Us sowie Make Up Your Mind waren besonders erfolgreich, wodurch sie erste Mainstreamerfolge erzielen konnten.
Am 29. März 2005 veröffentlichten sie schließlich ihr zweites Album, mit dem Titel Gasoline. Bevor dieses Album jedoch veröffentlicht wurde, waren sie mit Shinedown und No Address auf Tour und hatten seit dem 1. März eine Promotiontour mit Breaking Benjamin und The Exies am Laufen. Die erste Singleauskopplung dieses Albums war No Surprise.
Dadurch, dass mehrere Songs aus Gasoline in dem Spiel Fahrenheit auftauchten, stieg ihre Bekanntheit stark an. Zum Beispiel wird der Song Santa Monica während der End-Sequenz (Credits) des Spieles gespielt.
Die Band spielte außerdem die Titelmelodie zu World Wrestling Entertainments No Way Out 2006: eine Coverversion von Deadly Game des WWE Anthology-Albums. Der Song wurde außerdem auf dem WWE Wreckless Intent-Album veröffentlicht.
Am 1. April 2008 ist ihr neues Album mit dem Titel Scars and Souvenirs erschienen. Die Startsingle hieß So Happy. Mit Bad Girlfriend veröffentlichten sie ihre bisher erfolgreichste Single.
Zum Soundtrack des Films Transformers – Die Rache (2009) steuerten sie den Titel Not Meant to Be bei. Auf dem Soundtrack des Nachfolgers Transformers: Dark of the Moon (2011) erschien ihr Titel Head Above Water. Dieser Titel ist auch auf dem vierten Studioalbum The Truth Is... enthalten.
2011 tourte die Band auf der „Avalanche Tour“ mit anderen Bands, z. B. Skillet, Stone Sour, Halestorm und Art of Dying.

## Diskografie

### Alben
| Jahr | Titel Musiklabel                | Höchstplatzierung, Gesamtwochen, AuszeichnungChartplatzierungen (Jahr, Titel, Musiklabel, Platzierungen, Wochen, Auszeichnungen, Anmerkungen) | Höchstplatzierung, Gesamtwochen, AuszeichnungChartplatzierungen (Jahr, Titel, Musiklabel, Platzierungen, Wochen, Auszeichnungen, Anmerkungen) | Höchstplatzierung, Gesamtwochen, AuszeichnungChartplatzierungen (Jahr, Titel, Musiklabel, Platzierungen, Wochen, Auszeichnungen, Anmerkungen) | Höchstplatzierung, Gesamtwochen, AuszeichnungChartplatzierungen (Jahr, Titel, Musiklabel, Platzierungen, Wochen, Auszeichnungen, Anmerkungen) | Anmerkungen                                                  |
| Jahr | Titel Musiklabel                | DE | UK | US | CA | Anmerkungen                                                  |
| ---- | ------------------------------- | --- | --- | --- | --- | ------------------------------------------------------------ |
| 2002 | Theory of a Deadman 604 Records | — | — | US85 (6 Wo.)US | CA4 Platin · (1 Wo.)CA | Erstveröffentlichung: 17. September 2002 Verkäufe: + 100.000 |
| 2005 | Gasoline 604 Records            | — | — | US58 (9 Wo.)US | CA10 Platin · (1 Wo.)CA | Erstveröffentlichung: 29. März 2005 Verkäufe: + 100.000      |
| 2008 | Scars & Souvenirs 604 Records   | — | — | US26 ×2Doppelplatin · (110 Wo.)US | CA2 ×2Doppelplatin · (9 Wo.)CA | Erstveröffentlichung: 1. April 2008 Verkäufe: + 2.200.000    |
| 2011 | The Truth Is… 604 Records       | DE94 (1 Wo.)DE | UK68 (1 Wo.)UK | US8 Gold · (18 Wo.)US | CA2 Gold · (6 Wo.)CA | Erstveröffentlichung: 12. Juli 2011 Verkäufe: + 540.000      |
| 2014 | Savages 604 Records             | — | UK41 (1 Wo.)UK | US8 (8 Wo.)US | CA4 Gold · (2 Wo.)CA | Erstveröffentlichung: 29. Juli 2014 Verkäufe: + 40.000       |
| 2017 | Wake Up Call 604 Records        | — | — | US24 Gold · (2 Wo.)US | CA13 Gold · (3 Wo.)CA | Erstveröffentlichung: 27. Oktober 2017 Verkäufe: + 540.000   |
| 2020 | Say Nothing 604 Records         | — | — | US116 (1 Wo.)US | CA51 (1 Wo.)CA | Erstveröffentlichung: 31. Januar 2020                        |

### Singles
| Jahr | Titel Album                       | Höchstplatzierung, Gesamtwochen, AuszeichnungChartplatzierungen (Jahr, Titel, Album, Platzierungen, Wochen, Auszeichnungen, Anmerkungen) | Höchstplatzierung, Gesamtwochen, AuszeichnungChartplatzierungen (Jahr, Titel, Album, Platzierungen, Wochen, Auszeichnungen, Anmerkungen) | Höchstplatzierung, Gesamtwochen, AuszeichnungChartplatzierungen (Jahr, Titel, Album, Platzierungen, Wochen, Auszeichnungen, Anmerkungen) | Höchstplatzierung, Gesamtwochen, AuszeichnungChartplatzierungen (Jahr, Titel, Album, Platzierungen, Wochen, Auszeichnungen, Anmerkungen) | Anmerkungen                                                   |
| Jahr | Titel Album                       | DE | UK | US | CA | Anmerkungen                                                   |
| ---- | --------------------------------- | --- | --- | --- | --- | ------------------------------------------------------------- |
| 2005 | Santa Monica Gasoline             | — | — | — | CA— ×2DoppelplatinCA | Erstveröffentlichung: 14. Juni 2005 Verkäufe: + 160.000       |
| 2008 | So Happy Scars & Souvenirs        | — | — | — | CA58 (14 Wo.)CA | Erstveröffentlichung: 11. Februar 2008                        |
| 2008 | Bad Girlfriend Scars & Souvenirs  | — | — | US75 ×3Dreifachplatin · (17 Wo.)US | CA42 ×2Doppelplatin · (20 Wo.)CA | Erstveröffentlichung: 14. Mai 2008 Verkäufe: + 3.160.000      |
| 2008 | All or Nothing Scars & Souvenirs  | — | — | US99 Gold · (1 Wo.)US | CA22 Platin · (29 Wo.)CA | Erstveröffentlichung: 2. Juni 2008 Verkäufe: + 580.000        |
| 2008 | Hate My Life Scars & Souvenirs    | — | UK92 (1 Wo.)UK | US— PlatinUS | CA65 Gold · (7 Wo.)CA | Erstveröffentlichung: 30. Oktober 2008 Verkäufe: + 1.040.000  |
| 2008 | Not Meant to Be Scars & Souvenirs | — | — | US55 ×2Doppelplatin · (21 Wo.)US | CA53 Platin · (20 Wo.)CA | Erstveröffentlichung: 18. November 2008 Verkäufe: + 2.080.000 |
| 2011 | Lowlife The Truth Is…             | — | — | US— GoldUS | CA55 Platin · (18 Wo.)CA | Erstveröffentlichung: 17. Mai 2011 Verkäufe: + 580.000        |
| 2011 | Bitch Came Back The Truth Is…     | — | — | US— PlatinUS | CA— PlatinCA | Erstveröffentlichung: 2011 Verkäufe: + 1.080.000              |
| 2015 | Angel Savages                     | — | — | US— PlatinUS | CA— PlatinCA | Erstveröffentlichung: 24. Februar Verkäufe: + 1.080.000       |
| 2017 | Rx (Medicate) Wake Up Call        | — | — | US— ×3DreifachplatinUS | CA— ×4VierfachplatinCA | Erstveröffentlichung: 27. Juli 2017 Verkäufe: + 3.320.000     |

Weitere Singles
- 2002: Nothing Could Come Between Us
- 2003: Make Up Your Mind
- 2003: Point to Prove
- 2003: The Last Song
- 2005: No Surprise
- 2005: Say Goodbye
- 2005: Hello Lonely (Walk Away from This)
- 2005: Better Off
- 2006: Since You’ve Been Gone
- 2009: By the Way
- 2009: Wait for Me
- 2010: Little Smirk
- 2010: End of the Summer
- 2011: Out of My Head
- 2012: Hurricane
- 2012: Gentleman
- 2012: Head Above Water
- 2012: Easy to Love You
- 2014: Drown
- 2014: Savages (feat. Alice Cooper)
- 2015: Blow
- 2016: Hallelujah
- 2017: Shape of My Heart
- 2017: Cold Water
- 2017: Echoes
- 2017: Wake Up Call

## Auszeichnungen für Musikverkäufe
Anmerkung: Auszeichnungen in Ländern aus den Charttabellen bzw. Chartboxen sind in ebendiesen zu finden.
| Land/RegionAuszeichnungen für Musikverkäufe (Land/Region, Auszeichnungen, Verkäufe, Quellen) | Gold     | Platin       | Verkäufe   | Quellen         |
| -------------------------------------------------------------------------------------------- | -------- | ------------ | ---------- | --------------- |
| Kanada (MC)                                                                                  | 4× Gold4 | 16× Platin16 | 1.520.000  | musiccanada.com |
| Vereinigte Staaten (RIAA)                                                                    | 4× Gold4 | 13× Platin13 | 15.000.000 | riaa.com        |
| Insgesamt                                                                                    | 8× Gold8 | 29× Platin29 |            |                 |